# Friedrich Hölscher (Politiker)
Friedrich Wilhelm Hölscher (* 22. Juni 1935 in Schwelm; † 30. Dezember 2013 in Hamburg) war ein deutscher Politiker der FDP.
Hölscher war von Beruf Kaufmann. Er trat 1966 der FDP bei. Von 1972 bis 1983 war Hölscher Mitglied des Deutschen Bundestages für die FDP im Wahlkreis Stuttgart I, ab dem 23. November 1982 als fraktionsloser Abgeordneter. Er wurde stets über die Landesliste Baden-Württemberg in den Bundestag gewählt. Von 1975 bis 1977 war er Kreisvorsitzender der Stuttgarter FDP.
Nach der Wende und dem Wechsel der FDP zu einer Koalition mit den Unionsparteien verließ Hölscher die Partei. Er begründete seinen Parteiaustritt im November 1982 in einem Schreiben an den FDP-Bundesvorsitzenden Hans-Dietrich Genscher u. a. damit, dass er in den nächsten Jahren nicht auf der Seite derjenigen stehen möchte, die die Bundesrepublik vielleicht in die schwerste Konfrontation seit ihrem Bestehen führen würden. Im Gegensatz zu den drei anderen Bundestagsabgeordneten, die damals ebenfalls aus der FDP austraten (Ingrid Matthäus-Maier, Andreas von Schoeler und Günter Verheugen), trat Hölscher weder zur SPD über noch wurde er als Parteiloser in einer SPD-geführten Regierung aktiv.